# Juan Manuel Olivares
Juan Manuel Olivares (* um 1760 in Caracas; † 1797 ebenda) war ein venezolanischer Komponist.

## Leben
Über Olivares’ Lebensumstände ist wenig bekannt. Er leitete von 1784 bis zu seinem Tode die von Padre Sojo gegründete Musikakademie der Stadt und war Pflegevater und Lehrer von Lino Gallardo. Von seinen Kompositionen sind Motetten, Vesperpsalmen, ein Salve Regina, ein Stabat mater und eine Karfreitagslamentation mit großem Orchester erhalten.

## Werke
- Lamentación primera del Viernes Santo para tenory orquesta, 1791
- Stabat Mater para cuatro voces e instrumento, 1791
- Dúo de violines Salve Regina para tres voces y orquesta
- Magnificat con fuga final.[1]
- Vísperas de Nuestra Señora de la Merced Motetes a dúo
- Psalmen: Dixit Dominus, Beatus Vir, Laudate Dominum